# Reprezentacja Holandii U-21 w piłce nożnej mężczyzn
Reprezentacja Holandii U-21 w piłce nożnej jest młodzieżową reprezentacją Holandii, sterowaną przez Holenderską Federację Piłkarską. Zespół kilkakrotnie uczestniczył w Mistrzostwach Europy U-21.
Drużyna Holandii U-21 istnieje od czasu utworzenia Mistrzostw Europy U-21, czyli od 1976 roku. Na 15 turniejów drużyna dziewięciokrotnie nie potrafiła się zakwalifikować. Wcześniej w latach 1972–1976 występowała w turnieju o mistrzostwo kontynentu w kategorii wiekowej do lat 23. Holandia U-21 trzykrotnie dochodziła do ich ćwierćfinałów.
W 2006 roku drużyna prowadzona przez trenera Foppe de Haana zwyciężyła w Mistrzostwach Europy U-21. W finale po dwóch golach Klaasa Jana Huntelaara i jednym Nicky'ego Hofsa wygrała 3:0 z Ukrainą. Huntelaar z 4 golami został królem strzelców tej imprezy. Rok później na Mistrzostwach Europy w Holandii zespół obronił tytuł mistrzowski. W finale młodzi Holendrzy pokonali Serbów 4:1, a gole zdobyli Otman Bakkal, Ryan Babel, Maceo Rigters i Luigi Bruins. Ritgers był najlepszym strzelcem turnieju z 4 bramkami, a Royston Drenthe został uznany Najlepszym Piłkarzem Mistrzostw. Drużyna Holandii nie zdołała jednak awansować na Mistrzostwa Europy 2009.

## Występy w ME U-23
- 1972: Ćwierćfinał
- 1974: Ćwierćfinał
- 1976: Półfinał

## Występy w ME U-21
- 1978: Nie wzięła udziału
- 1980: Nie zakwalifikowała się
- 1982: Nie zakwalifikowała się
- 1984: Nie zakwalifikowała się
- 1986: Nie zakwalifikowała się
- 1988: Półfinał
- 1990: Nie zakwalifikowała się
- 1992: Ćwierćfinał
- 1994: Nie zakwalifikowała się
- 1996: Nie zakwalifikowała się
- 1998: 4. miejsce
- 2000: 5. miejsce
- 2002: przegrana w barażach
- 2004: Nie zakwalifikowała się
- 2006: Mistrzostwo
- 2007: Mistrzostwo
- 2009: Nie zakwalifikowała się
- 2011: Nie zakwalifikowała się
- 2013: Półfinał
- 2015: Nie zakwalifikowała się
- 2017: Nie zakwalifikowała się
- 2019: Nie zakwalifikowała się
- 2021: Półfinał

## Obecny skład
Kadra na mecze z Norwegią i Szwajcarią w 2008 roku
| Nr | Poz. | Piłkarz              |
| -- | ---- | -------------------- |
| –  | BR   | Tim Krul             |
| –  | BR   | Kenneth Vermeer      |
| –  | OB   | Tom Hiariej          |
| –  | OB   | Calvin Jong-a-Pin    |
| –  | OB   | Dirk Marcellis       |
| –  | OB   | Erik Pieters         |
| –  | OB   | Gregory van der Wiel |
| –  | OB   | Gianni Zuiverloon    |
| –  | PO   | Wout Brama           |

| Nr | Poz. | Piłkarz            |
| -- | ---- | ------------------ |
| –  | PO   | Urby Emanuelson    |
| –  | PO   | Jonathan de Guzmán |
| –  | PO   | Willem Janssen     |
| –  | PO   | Siem de Jong       |
| –  | PO   | Kees Luyckx        |
| –  | PO   | Stef Nijland       |
| –  | NA   | Nordin Amrabat     |
| –  | NA   | Jeremain Lens      |
| –  | NA   | Marvin Emnes       |